# Jan Feith
Jhr. Johannes (Jan) Feith (Amsterdam, 12 mei 1874 – Den Haag, 2 september 1944) was een Nederlandse journalist, schrijver, tekenaar en boekbandontwerper.

## Familie
Feith was een zoon van jhr. mr. Pieter Rutger Feith (1837-1909), jurist en vicepresident van de Hoge Raad der Nederlanden, en Jacoba Johanna Petronella Dronsberg (1847-1923). Hij was een broer van Rhijnvis Feith (1868-1953) en van voetbalinternational en cricketspeler Constant Feith; hij was een oom van Antoine Feith.
Hij trouwde in 1898 met Johanna Elisabeth Maria de Kock (1877-1959); uit dit huwelijk werden een dochter en een zoon geboren.

## Levensloop
Feith was een telg uit het adellijk geslacht Feith. Na de Haarlemse Hogere Burgerschool te hebben doorlopen, studeerde hij aan de Handelsschool in Amsterdam. Hij had verschillende banen tot hij in 1898 besloot journalist te worden. Bij het Algemeen Handelsblad wist hij zich spoedig op te werken tot redacteur. Vanaf 1901 maakte hij onder het pseudoniem Chris Kras Kzn spottekeningen voor het humoristisch-satirische blad De Ware Jacob. Feith zocht als journalist het nieuws op. In 1905 schreef hij een serie feuilletons over een driedaagse tocht per auto door Nederland. In 1906 was hij te gast aan boord bij een torpedo-onderzeeboot. Een reeks interviews met een rechercheur werd verwerkt tot diverse verhalen over criminaliteit en misdaadbestrijding in Nederland. Ook schreef hij over sociale onderwerpen als zieke en verwaarloosde kinderen. Later werkte Feith voor de Indische Post en het weekblad De Kampioen van de ANWB.
Als schrijver produceerde Feith romans, toneelstukken en jongensboeken. In 1896 verscheen zijn eerste boek getiteld Bloemen-Corso. De boeken Uit Piet's vlegeljaren en Uit Piet's Kantoorjaren waren biografisch. Als tekenaar van karikaturen publiceerde hij enkele boeken met spottekeningen, zoals De oorlog in prent (1915) en De vrede in prent (1924). In 1900 stelde hij het eerste grote totale sportboek samen: Het boek der sporten.
Naast zijn schrijfcarrière was Feith een verdienstelijk amateursporter. In 1892 had hij in Londen een wielerwedstrijd gewonnen tussen Engeland en Nederland. Regelmatig werd hij in wedstrijden tweede achter zijn vriend Jaap Eden. In 1908 schaatste hij in drie dagen een tocht langs de Friese elf steden, om daarvan verslag te doen in het Algemeen Handelsblad. In 1909 was hij als journalist aanwezig bij de eerste Elfstedentocht. Hij ging in Dokkum het ijs op en schaatste 160 kilometer in het kielzog van de latere winnaar, Minne Hoekstra. Enkele dagen na deze tocht hield hij in de Leeuwarder Courant een hartstochtelijk pleidooi om de tocht te behouden als wedstrijd en niet, zoals de Friesche IJsbond bepleitte, om te vormen tot enkel een toertocht.
Van 1899 tot 1904 was Feith voorzitter van de Amsterdamsche Hockey & Bandy Club. In zijn jeugd was hij actief als voetballer en speelde hij in één elftal met Pim Mulier. In 1904 was Jan Feith oprichter en eerste voorzitter van de Hilversumsche Mixed Hockey Club. Hij bleef voorzitter tot 1916 en werd toen benoemd tot erelid. In 1912 was hij korte tijd voorzitter van de Hockeybond. Van 1910 tot 1920 was hij voorzitter van de Hilversumsche Lawn Tennis Club waarna hij ook bij deze vereniging tot erelid werd benoemd. Vanwege zijn grote verdiensten voor de Nederlandse Tennis Bond werd hij ook daar in 1921 tot erelid benoemd.

## Publicaties (onvolledig)

### Monografieën
- Het rijwiel  (1890)[1]
- Reis naar de Levant (1894)
- Wielrijders (scheurkalender)(1895)
- Bloemen-Corso (1896)
- De houten poppetjes (1899)
- Het boek der sporten (1900)
- Pillen voor Joe(1900)
- Uit het land van hertog Hendrik (1900)
- Zondeval (1901)
- Engelsche kronings-idylle (1902)
- Ter zonne (1902)
- Schetsen van een journalist (1905)
- Kostwinners (1906)
- Uit Piet's vlegeljaren (1906)
- De geschiedenis des vaderlands (1906)
- Op het dievenpad (1907)
- De wereld om (1907)
- In de Amsterdamsche jodenbuurt (1907)
- Ons eigen land (1908)
- Zwerftochten (1908)
- De reis om de wereld in veertig dagen of De zoon van Phileas Fogg (1908), ISBN 978-3-7528-8099-1, Norderstedt : BoD – Books on Demand, 2023; Duitse vertaling: In vierzig Tagen um die Welt - Der Sohn von Phileas Fogg, ISBN 978-3-7519-8238-2, Norderstedt : BoD – Books on Demand, 2023
- Op het Amstelveld (1909)
- Het verhaal van den dief (1909)
- De geheimzinnige uitvinding, of de tovermacht van een H.B.S. jongen (1909)
- Een week als vliegmensch (1910)
- Het valsche Russische goud (1910)
- Groot toerisme (1910)
- De Afrika-reiziger' (1910)
- Misdadige kinderen (1911)
- Waar wij zijn en wat wij zagen ‘Amsterdam’ (1911)
- Waar wij zijn en wat wij zagen ‘Den Haag en Scheveningen’ (1911)
- De avonturen van Flip en zijn speurhond (1912)
- Billy Gedenkschriften van m’n chauffeur (1912)
- Aviator (Roman van een) (1912)
- Zieke kinderen (1913)
- Met den Maas-Buurtspoorweg (1913)
- Twee kleuters in een vliegmachine (1914)
- Alpen-wintersport (1914)
- Ons gouden Vondelpark (1914)
- Oorlogs A B C (1914)
- Onze zuinigheids manie (1914)
- De Haarlemmermeerspoorlijnen (1915)
- De oorlog in prent (1915)
- De Levende Mummie, of Een Sportkampioen van voor 2000 jaar (1915)
- Naamlooze Vennootschap Philips gloeilampenfabriek (1916)
- In de Hollandsche branding (1917)
- Onze mede-dieren (1917)
- Met de Belgische troepen door West-Vlaanderen (1918)
- Nederland in het heden (1918)
- Uit tijden van oorlogswinst (1918)
- Verwaarloosde jeugd (1918)
- Tingeltangel (1918)
- Uit Piet's Kantoorjaren (1918)
- Het Vóórwereldlijk Monster (1920)
- De drie K’s (kennis,kracht,karakter) (1920)
- Altru & Ego (1920)
- Van waarzeggende menschen en geluidgevende huizen (1920)
- De industrieele club (1920)
- De man zonder kaartje (1920)
- Allemaal te water (1920)
- Kleine menschen in de groote bergen (1921)
- Op vleugels naar Indië (1921)
- Het veembedrijf – oud en nieuw (1921)
- Het Indische monster (1922)
- Nederland in het heden [geactualiseerd] (1922)
- De vrede in prent (1924)
- Voorbijgangers (1925)
- Nederlands grootste bedrijven vanuit de lucht (1925)
- Iets over Nederland (1925)
- Agar agar (1925)
- Tropiaden (1926)
- Het heilige bruine monster (1926)
- De drijvende flesch (1927)
- Wat is Olympische kunst (1928)
- 60 jaren papiergroothandel C.G.A. Corvey (1928)
- De levende mummie (1929)
- Flip en zijn speurhond (1929)
- De melodieuse dood (1930)
- Wat Columbus heeft meegebracht (1930)
- Zwerftochten door ons land / Utrecht (1931)
- Doko; de avonturen van een kleine Moorsche jongen (1932)
- De lotgevallen van Witje en Gitje (1932)
- Dick en ik (1932)
- Mijn hondenboek (1932)
- Zwerftochten door ons land / Noord-Holland (1933)
- La belle en haar aanbidder (1937)
- Nieuwe geïllustreerde gids voor Amsterdam en omstreken (1937)
- Bij het afscheid …? (1938)
- Wilhelmina regina (1938)
- 50 jaren Polak & Schwartz (1939)
- Sport spot (1941)
- Sport in Indië (1941)
- Holland over zee (1941)
- Rendez vous op het Buitenhof (1941)
- Van Heutsz een naam een faam (1941)
- Klein haantje (onbekend)
- Over alles en nog wat (onbekend)
- De dans-maniak (onbekend)
- Voetbalwedstrijd (onbekend)
- In Hollandstaat een Hollandsch huis (onbekend)

### Manuscripten
- Amerikaansch amoreus avontuur (1935)
- Indisch journaal (1935)

### Toneel/revu
- De papa van Daisy-Bell (1895)
- Ten bate van (1906)
- Balwina (1917)
- De jonge Willem Barendsz (1918)
- De goal (1920)
- Op ter Olympiade (1924)
- De gescheiden tweeling (192?)
- Levend speelgoed (1925)
- Het wonderkind (1925)
- Het bezeten huis (1927)
- Periculum in pinetum (1929)
- Knock out (1930)
- Om ‘t 100.000ste [ANWB jubileum revue] (1933)
- Vlindervlucht (1940)
- Mannen – vrouwen - kinderen (1941)
- De onafscheidelijken (1941)
- Bezwarende omstandigheden (1942)
- Verdrukte onschuld (1942)